# Supermaloj
Supermaloj (Supermalloy) – stop niklu (79%), żelaza (15,5-16%), molibdenu (5%) i manganu (0-0,5%).
Supermaloj jest materiałem magnetycznie miękkim (do jego rozmagnesowania wystarcza pole około 0,3 A/m), o dużej przenikalności magnetycznej (początkowa 125 000, maksymalna 900 000), i stosunkowo małej indukcji nasycenia (0,8 T).
Znajduje zastosowanie jedynie przy niskich częstotliwościach w urządzeniach energetycznych, takich jak: transformatory, silniki, prądnice, cewki o dużej indukcyjności.